# Лаврушин, Олег Иванович
Олег Иванович Лаврушин (род. 7 июля 1936, Москва) — советский и российский учёный, профессор, доктор экономических наук; академик Российской академии экономических наук и предпринимательской деятельности (1996), член-корреспондент Российской академии естественных наук (1998).
Автор научных работ, посвященных теории и практике денежно-кредитных отношений, функционирования банковской системы, автор учебников и ряда монографий. Принимал участие в подготовке проектов законов РФ «О Центральном банке РФ», «О банках и банковской деятельности» и других; работал над созданием концептуальных основ развития банковской системы России.

## Биография
Родился 7 июля 1936 года в Москве.
Окончил Московский финансовый институт (ныне Финансовый университет при Правительстве Российской Федерации) в 1958 году, работал в Госбанке СССР. После окончания аспирантуры МФИ защитил кандидатскую диссертацию (1964). В 1974 году защитил докторскую диссертацию.
С 1963 года и по настоящее время преподает в родном вузе. В 1965—1975 годах был заместителем декана и деканом кредитно-экономического факультета. В 1975 году возглавил кафедру «Денежное обращение и кредит», по настоящее время руководит кафедрой «Банки и банковский менеджмент» и департаментом финансовых рынков и банков Финансового университета.
С 1996 по 2002 годы Лаврушин являлся членом Национального банковского совета при Центральном банке РФ.
О. И. Лаврушин занимается также общественной деятельностью. В 1995 году был главным редактором «Российской банковской энциклопедии», является членом редколлегии журнала «Финансы и кредит». Олег Иванович является членом экспертных Советов: по банковскому законодательству Государственной Думы РФ и Совета Федерации, Ассоциации российских банков, Агентства по страхованию вкладов. Является председателем учебно-методического совета по специальности «Финансы и кредит», учебно-методического объединения при Финансовом Университете, член Ученого совета Финансового университета.

## Награды
- Заслуженный деятель науки Российской Федерации (Указ Президента РФ от 16.08.1996)
- Награждён орденом Почёта (2008)
- «Почётный работник высшего профессионального образования Российской Федерации» (2001)
- Почетный работник Финансовой академии (2009)
- Почетный профессор Финансового университета при Правительстве РФ (2012)
- Лауреат Премии Президента РФ в области образования (1999)[5]
- Лауреат конкурса «За научные достижения в образовании в России» (2001)
- Лауреат Национальной банковской премии (2006)
- Лауреат Премии Правительства РФ в области образования (2010)
- Награжден Почетной грамотой Президента Российской Федерации (Распоряжение Президента Российской Федерации от 12 марта 2014 года № 60-рп и Распоряжение Президента Российской Федерации от 30 апреля 2014 года № 136-рп)
- Награждён медалями: «За доблестный труд. В ознаменование 100-летия со дня рождения В. И. Ленина», «За трудовое отличие», «Ветеран труда»